# Andrews Norton

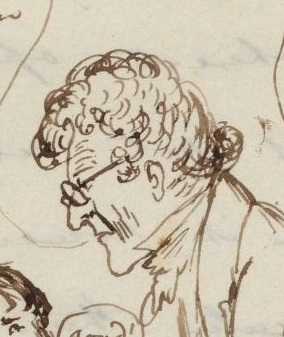
Die Illustration zeigt Andrews Norton, gezeichnet von Christopher Pearse Cranch (1813–1892)

Andrews Norton (* 31. Dezember 1786 in Hingham, Massachusetts; † 18. September 1853 in Newport, Rhode Island) war ein US-amerikanischer unitarischer Pfarrer und Theologe. Im 19. Jahrhundert vertrat er zusammen mit William Ellery Channing den klassischen christlich-antitrinitarischen Unitarismus gegenüber dem aufkommenden Transzendentalismus.

## Leben und Werk
Norton wurde 1786 in Hingham (Massachusetts) als jüngstes Kind von Samuel und Jane Norton geboren. 1801 begann er sein Studium, zunächst in Cambridge, anschließend am Harvard College. 1809 wirkte er für kurze Zeit als Prediger in Augusta (Maine). Im Oktober 1809 wurde er am Bowdoin College zum Tutor (Repetent) ernannt, 1811 kehrte er als Dozent der Mathematik an das Harvard College zurück. 1812 gab Norton mit The General Repository für zwei Jahre eine Fachzeitschrift heraus, die sich kirchenpolitisch liberal positionierte. 1813 wurde Norton Bibliothekar und Lektor der biblischen Kritik und Hermeneutik am Harvard College. 1814 gab er die Schriften seines zuvor verstorbenen Freundes, Charles Eliot, heraus. 1815 wurde er Mitglied der American Academy of Arts and Sciences. 1819 wurde er zum Professor für biblischen Literatur an der neugegründeten theologischen Schule Harvards, der Divinity School, gewählt; eine Position, die er bis 1830 innehatte. Harvard hatte sich damals zu einem akademischen Zentrum des nordamerikanischen Unitarismus entwickelt. 1821 heiratete er Cathrine Eliot, die Tochter von Samuel A. Eliot, einem der Gründer der American Unitarian Association (der unitarischen Kirche der USA).
Nach 1830 widmete sich Norton ganz seiner literarischen und theologischen Studien. 1837 erschien der erste Band seines Hauptwerkes über die Zeugnisse für die Authentizität der Evangelien (The evidences of the genuineness of the gospels). Zudem schrieb er für zahlreiche Fachzeitschriften wie zum Beispiel der North American Review, verfasste Gedichte und geistliche Lieder. 1853 starb Norton in Newport, wo er aufgrund einer zunehmenden Verschlechterung seines Gesundheitszustandes seit 1849 bereits die letzten Sommer verbracht hatte.

## Miracles Controversy
Im November 1836 positionierte sich Norton gegen die von George Ripley und William Henry Furness vorgebrachte These, nach der die Wunder Jesu nicht entscheidend für die Wirksamkeit der christlichen Lehre sein sollten und war somit maßgeblich in die als Miracles Controversy bekannt gewordene erste zentrale Debatte zwischen den Vertretern des klassischen Unitarismus und des entstehenden Transzendentalismus eingebunden. Neben Norton nahmen auch eine Reihe weiterer bekannter Unitarier an der Debatte teil. Eine vermittelnde Position nahm im Dezember 1838 der unitarische Pfarrer Ezra Stiles Gannett ein, indem er einerseits seine Wertschätzung für die Gewichtung der spirituellen Seite des Glaubens durch die Transzendentalisten ausdrückte; andererseits aber auch deutlich machte, dass das Christentum mehr als eine bloße Aneinanderreihung ethischer Prinzipien sei. Ein Jahr später gewann die Debatte mit der von Ralph Waldo Emerson in Harvard gehaltenen Rede The American Scholar neuen Auftrieb. Emerson relativierte hierin die Wunder Jesu, indem er diese als allgemein zu verstehenden Ausdruck des Wunders des Lebens interpretierte. Norton widersprach nun der gesamten transzendentalen Schule und sah die Gefahr, dass diese die grundlegenden Prinzipien des amerikanischen Unitarismus untergraben könnte. Norton und andere Unitarier stellten die Frage, inwieweit Emerson sich selbst noch als Christ begreifen könne. Im September 1838 kritisierte der unitarische Pfarrer Henry Ware Jr. in seiner Predigt The Personality of the Diety die Position von Emerson und der Transzendentalisten, Gott zu einer bloßen abstrakten Idee zu reduzieren. 1839 nahm auch Theodore Parker an der Debatte teil und formulierte (unter dem Pseudonym Levi Blodgett), dass der Glaube an Christus nicht vom Glauben an Wunder abhängen könne, sondern dass der Glaube durch Intuition entstehen müsse. Nach 1840 ebbte die Debatte größtenteils wieder ab. Die Mehrzahl der unitarischen Theologen erkannte zunächst weiter den Supranaturalismus des christlichen Glaubens an, war jedoch auch nicht bereit, wie Norton den christlichen Glauben der Transzendentalisten in Zweifel zu ziehen.

## Bedeutung
Norton trat schon früh gegen calvinistische und trinitarische Positionen auf und half mit, den Unitarismus in Neuengland zu verbreiten und ihm eine theologische Schärfe zu geben, obwohl er sich 1815 noch gegen die Gründung der einheitlichen American Unitarian Association ausgesprochen hatte. Nicht zuletzt durch die Verteidigung klassischer christlich-unitarischer Positionen gegenüber Vertretern des Transzendentalismus nach 1836, wurde ihm scherzhaft der Beiname Papst der Unitarier (Unitarian Pope) zugesprochen.